# شوگون (بازی ۲۰۰۶)
شوگون (انگلیسی: Shogun) یک نوع بازی از نوع strategy board game است که زمینه آن از دوره سنگوکو آغاز شده و در پایان به شوگون‌سالاری توکوگاوا ختم می‌شود.